# Escalada (Burgos)
Escalada ist ein ca. 40 Einwohner zählendes Dorf in der Gemeinde Valle de Sedano im Nordwesten der spanischen Provinz Burgos in der Autonomen Gemeinschaft Kastilien-León. Aufgrund seiner Lage und seines mittelalterlichen Ortsbildes wurde der Ort im Jahr 1993 als Kulturgut (Bien de Interés Cultural) in der Kategorie Conjunto histórico-artístico anerkannt. 

## Lage
Der Ort Escalada befindet sich in einer Höhe von ca. 670 m in einem Tal am Oberlauf des Flusses Ebro etwa 61 km (Fahrtstrecke) nördlich von Burgos nahe der Grenze zur Region Kantabrien. Die Entfernung nach Sedano, dem Hauptort der Gemeinde, beträgt ca. 18 km in südlicher Richtung.

## Bevölkerungsentwicklung
Mitte des 19. und zu Beginn des 20. Jahrhunderts hatte der Ort meist deutlich über 100 Einwohner.

## Wirtschaft
Die Bewohner des Ortes lebten über Jahrhunderte als Selbstversorger von der Landwirtschaft, zu der auch ein wenig Weinbau und Viehzucht gehörten, und vom Fischfang (pesca). Mittlerweile ist der Tourismus in Form der Vermietung von Ferienwohnungen (casas rurales) zu einer wichtigen Einnahmequelle geworden.

## Geschichte
Das spätromanische Portal der im 17./18. Jahrhundert umgebauten Kirche weist auf eine mittelalterliche Besiedlung des Ortes hin. Im 17. und 18. Jahrhundert erlebte der Ort seine Blütezeit. Bereits im 18. Jahrhundert gehörte der Ort zur Verwaltungseinheit Valle de Sedano, die jedoch im 19. Jahrhundert wieder verschwand. In den 1970er Jahren wurde Escalada erneut in die wiedererstandene Gemeinde Valle de Sedano eingemeindet.

## Sehenswürdigkeiten

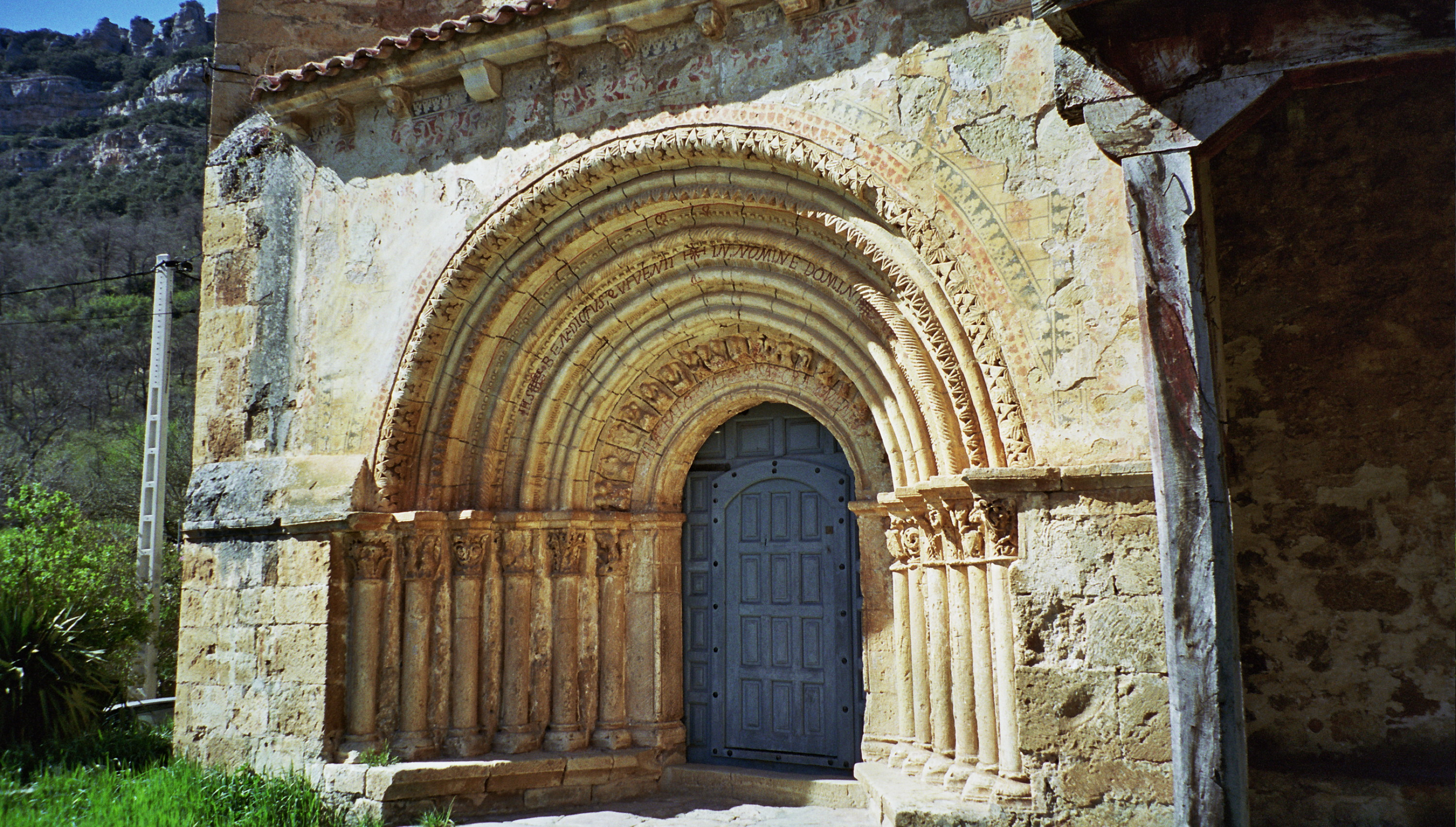
Portal der Kirche Santa María

- Der Ort beeindruckt durch seine verwinkelten Gassen und seine von Felsklippen umschlossene Lage im Tal des Ebro.
- Die Pfarrkirche Santa María ist – mit Ausnahme der Strebepfeiler – aus nur grob behauenen Bruchsteinen errichtet. Das unterhalb des Glockenturms (campanario) auf der Südseite befindliche Portal stammt von einem mittelalterlichen Vorgängerbau. Sein Gewände ist mehrfach zurückgestuft; die Archivolten zeigen sowohl figürliches (Älteste der Apokalypse) als auch geometrisches Dekor. Die schlanken figurlosen Kapitelle der eingestellten Säulen weisen auf den Übergangsstil zwischen Spätromanik und Frühgotik hin. Die Zwickel der Portalzone waren mit Fugenmalereien und anderem Dekor bemalt.
- Der Palacio de los Gallo ist ein einfacher Landsitz einer wohlhabenden Adelsfamilie. An der Fassade prangen zwei steinerne Wappenschilde.